# Endeis leviseminentia
Endeis leviseminentia is een zeespin uit de familie Endeidae. De soort behoort tot het geslacht Endeis. Endeis leviseminentia werd in 2007 voor het eerst wetenschappelijk beschreven door Takahashi, Dick & Mawatari. 